# Короткохвостый сокол
Короткохво́стый со́кол (лат. Falco fasciinucha) — вид птиц из семейства соколиных. Птица из Восточной и Южной Африки, в том числе из Замбии. Впервые этот вид был обнаружен в горах Таита в Кении и описан Антоном Райхеновым и Оскаром Нойманом в 1895 году.

## Описание
Этот небольшой сокол имеет характерную внешность, но его часто путают с некоторыми другими видами соколов. Рыжая грудка напоминает африканского чеглока, но белое горло и рыжие пятна на затылке являются главными отличиями от этого вида. Кроме того, цвет подкрылья у короткохвостых соколов равномерный в отличие от более полосатого подкрылья чеглока.
Короткохвостые соколы — самые мелкие соколы юго-востока Африки. Размах крыльев не превышает 24 сантиметров (у самцов 20—21 см, у самок 23—24 см). Небольшие птицы весят чуть более 200 граммов, а самые крупные — 350.

## Поведение
Большую часть своего времени этот вид проводит в покое. Вывод птенцов проходит с апреля по сентябрь в Восточной Африке и с июля по декабрь в южной части Африки. Гнездо, как правило, находится на голой скале и кладка не превышает 2—4 яиц. Инкубация длится 31—33 дня, а птенцы оперяются приблизительно через 42 дня.